# Las Alondras del Guayas
Las Alondras del Guayas fue un dúo de cantantes de pasillo ecuatoriano, compuesto por las Hermanas Amelia y Maruja Mendoza Sangurima.

## Biografía

### Amelia Mendoza
Amelia Mendoza Sangurima (Guayaquil, mayo de 1916 - 1992) formó parte del dúo Las Alondras del Guayas.

### Maruja Mendoza
María Edelmira Mendoza Montiel (Guayaquil, 14 de mayo de 1922 - 21 de diciembre de 2008), más conocida como Maruja Mendoza Sangurima formó parte del dúo Las Alondras del Guayas. Tuvo dos matrimonios, con quienes procreó cinco hijos. Grabó más de trescientos temas musicales de distintos autores ecuatorianos.
En 1967, el entonces presidente de Ecuador, José María Velasco Ibarra, le otorgó una pensión vitalicia de 250 000 sucres, y que a la fecha de su muerte pasaron a ser $400 dólares americanos.
Tras la muerte de su hermana, los medios de comunicación le dieron el sobrenombre de "La Alonda Solitaria", con el que hacía homenaje al dúo del que formó parte y continuó su carrera artística.
Falleció el 21 de diciembre de 2008, a causa de un infarto cerebral.

## Trayectoria

### Comienzos
Debutaron juntas, en el año 1935, en la radio La Voz del Alma, con ayuda del compositor Custodio Sánchez. Tras varios años de carrera, Luis Albán Bajaña, director de la radio América, las bautiza como "Las Alondras del Guayas".
Sus recordados éxitos, por mencionar los mejores, son: Las Cartas, Endechas, Recordando el pasado, Cuitas de amor, La canción del dolor, Hay pobre amor, Las tres Marías, Alma Lojana, Ojos que matan y Lirios Marchitos.